# Kustići
Kustići (italsky Villa di Barbato) je vesnice a přímořské letovisko v Chorvatsku v Licko-senjské župě, spadající pod opčinu města Novalja. Nachází se na ostrově Pag, asi 6 km jihovýchodně od Novalje. V roce 2011 zde trvale žilo celkem 139 obyvatel.